# Закарпатське вино
Закарпатське вино — продукт виробництва виноробної галузі України, що отримав офіційне географічне зазначення, згідно із Законом України «Про охорону прав на зазначення та походження товарів».
Зазначення закарпатське вино буде використовуватись до білих, рожевих, червоних вин, виготовлених на території південно-західної частини Закарпатської області.

## Історія виноробства Закарпаття
В стародавніх літописах Закарпаття Берегове зазначено, що історія виноградарства в Закарпатті починається з часів Римської імперії, коли римські легіонери повинні були садити виноградники згідно до наказу римського імператора Пробста. По всій території Середньодунайської низовини у XI-XII завдяки сприятливим ґрунтово-кліматичним умовам регіону стало активно розвиватись виноградарство. Історичним центром закарпатського виноградарства є Чорна Гора.
Громадська спілка “Виноградарі та винороби Закарпаття” подала заявку на отримання статусу товару географічного зазначення для Закарпатського вина. В заявці мова йшла про білі рожеві, червоні вина, що виготовлені на півночі Паннонській рівнини у Берегівському, Ужгородському, Хустському та Мукачівському районах Закарпатської області.  Наприкінці травня 2024 року Український національний офіс інтелектуальної власності та інновацій  зареєстрував нове географічне зазначення* – “Закарпаття/Закарпатське вино”.
Види вина, що входять до товару географічного значення “Закарпаття/Закарпатське вино :
- Біле: Мускат Оттонель, Фурмінт, Трамінер
- Рожеве:  Піно Нуар,
- Червоне вино:  Мерло, Піно Нуар,
- Червоне напівсолодке: Каберне Совіньйон[7]

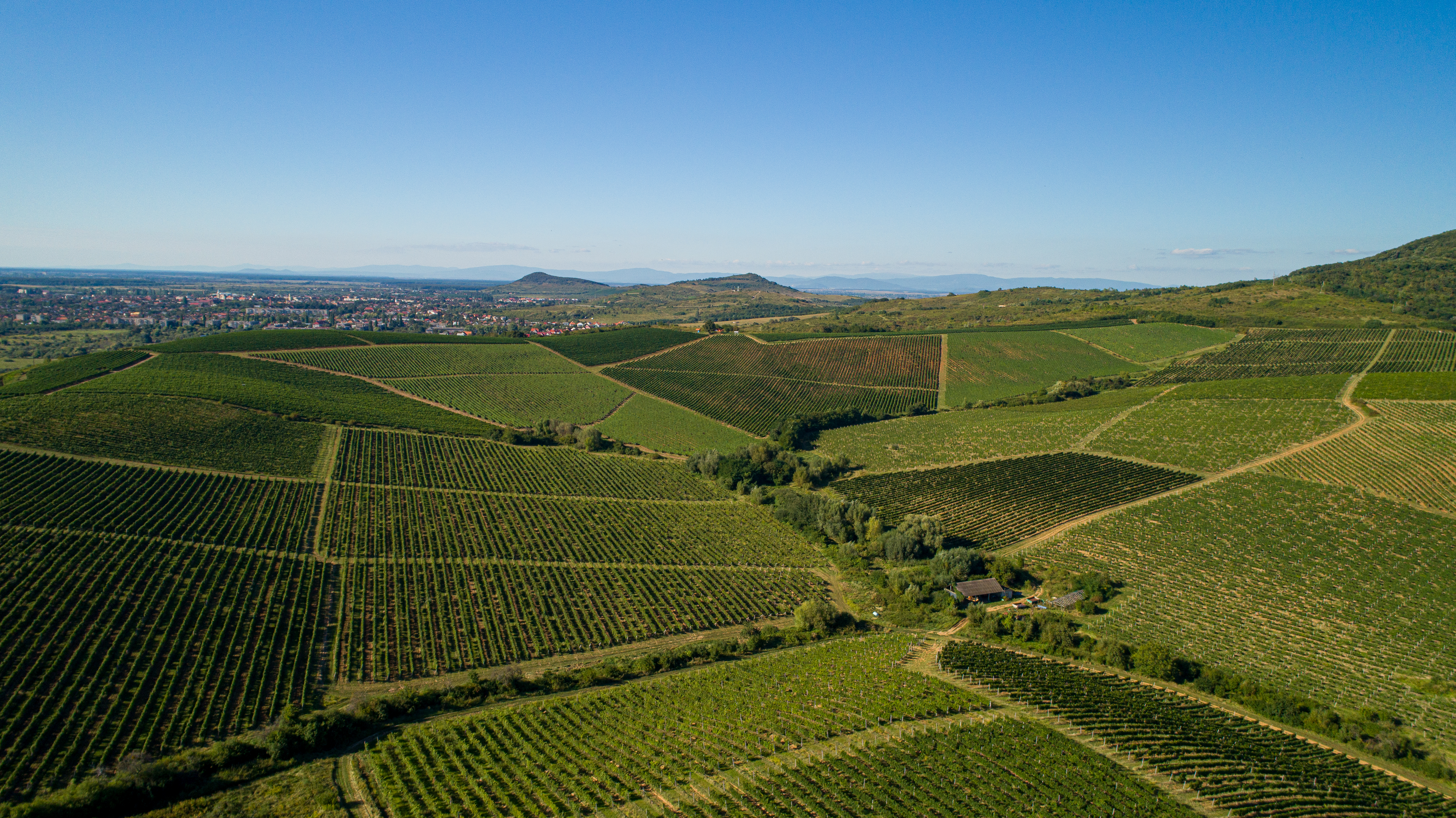
Виноградник Шато Чизай на закарпатській рівнині

## Цікаві факти
У Варшаві 2024 року було проведено велику професійну дегустацію українських вин, метою якої було змінити глобальне сприйняття українського вина. На дегустацію було відібрано 91 зразок вина з усієї України. З цього переліку було відібрано найкращих 24 зразка, серед них 3 найкращі закарпатські вина виноробного комплексу Шато Чизай (Chateau Chizay), що знаходиться в Берегове Закарпатської області.